# Trichestes setifera
Trichestes setifera är en skalbaggsart. Trichestes setifera ingår i släktet Trichestes och familjen Melolonthidae. Utöver nominatformen finns också underarten T. s. trotschi.